# 아베 츠요시
아베 쓰요시(일본어: 阿部力, 1982년 2월 13일 -, 헤이룽장성)는 일본의 배우이다.

## 생애
그는 중국에서 태어났지만, 9살에 일본으로 이주했다. 일본으로 이주한 이후에는 아베 쓰요시란 이름으로 바꿨다. 18살에 1년 동안 베이징 영화 학원에서 공부했다. 일본어와 중국어가 유창하다. 키는 175cm이며, 몸무게는 63kg이다. 중화권에서는 중국식 예명(藝名)인 리전둥(중국어: 李振冬)으로 활동한다.

## 출연 작품

### 드라마
일본
- 2005년 《꽃보다 남자》 미마사카 아키라 역
  - 2007년 《꽃보다 남자 2》
- 2006년 《배우혼!》
- 2007년 《몹걸》
- 2008년 《미래강사 메구루》
- 2008년 《절대그이》
- 2008년 《연공》
- 2010년 《달의 연인》 민 역

### 영화
일본
- 2015년 《모즈》
- 2016년 《가면 라이더 1호》 노바 쇼커의 우두머리 '우루가' 역